# Tachicardia atriale caotica
La  tachicardia atriale caotica  o tachicardia atriale multifocale è un'aritmia cardiaca sopraventricolare caratterizzata da:
- frequenza atriale 100 – 130 battiti al minuto
- ampia variabilità della morfologia delle onde P
- intervalli P-P ampiamente irregolari

Talora può esitare in fibrillazione atriale.

## Epidemiologia ed eziologia
È una aritmia che si presenta prevalentemente negli anziani con insufficienza cardiaca o broncopatia cronica ostruttiva ( come nel caso di enfisema polmonare) e costituisce spesso un effetto collaterale di farmaci quali la teofillina o i glicosidi digitalici, in associazione o meno a squilibri elettrolitici quali ipopotassiemia o ipomagnesiemia.
Più raramente può presentarsi in soggetti giovani e nei bambini, associandosi talora a patologie cardiorespiratorie.

## Terapie
Nella maggior parte dei casi questa aritmia non necessita di trattamento specifico e si risolve con la correzione della causa precipitante (intossicazione da farmaci o squilibrio elettrolitico).
Nei casi resistenti sono stati utilizzati con successo il metoprololo e il magnesio. Controversa risulta l'efficacia del verapamil.